# Sugizo
SUGIZO (jap. スギゾー Sugizō), pseudonim artystyczny Yūne Sugihara (jap. 杉原有音 Sugihara Yūne; ur. 8 lipca 1969 w Hadano) – muzyk japoński, aktualnie gitarzysta w grupach X JAPAN, Juno Reactor i LUNA SEA.

## Życiorys
Rodzice Sugizo byli członkami Tokijskiej Orkiestry Symfonicznej, więc od najmłodszych lat oswajał się on z muzyką. Ku jego wielkiemu niezadowoleniu, kazali mu oni ćwiczyć grę na skrzypcach. Mimo iż jego buntownicza natura zdecydowanie sprzeciwiała się wspomnianym ćwiczeniom, to jednak innego wyjścia nie miał. Jak się potem okazało, umiejętność ta przydała mu się w późniejszej karierze.
Jako dziecko zobaczył plakat zespołu KISS i od tego zaczęła się jego fascynacja visual kei. Jednak dopiero 16 stycznia 1989 r., kiedy to dołączył do Lunacy, mógł te zainteresowania w pełni rozwinąć.
W czasach szkolnych był samotnikiem. W tym okresie zetknął się z muzyką rockową (był fanem m.in. YMO, Culture Club czy Duran Duran) i zaczął eksperymentować z makijażem. W liceum poznał Shinyę, z którym zaczął grać w szkolnym zespole, Pinocchio.
Stamtąd trafili do LUNA SEA. Choć w miarę wzrostu popularności LUNA SEA, Sugizo zmienił nieco swój styl, to jednak nie zrezygnował z kolorowych włosów, ciekawych dodatków, itp.
W 1997 r. ukazał się jego pierwszy solowy album, Truth. Można na nim znaleźć elementy drum and bassu, rhythm and bluesa czy techno. Pojawiają się też utwory instrumentalne. Nie zabrakło również ostrzejszych brzmień. Piosenki śpiewane są m.in. w języku angielskim.
Na scenie Sugizo to wulkan energii. Szaleńcze biegi po scenie, tarzanie się po ziemi i przede wszystkim zabawa i przekomarzanie się z publiką to jego żywioł. 
W 2008 r. Sugizo dał kilka koncertów z reaktywowanym X JAPAN, natomiast 1 maja 2009 r. został oficjalnie szóstym członkiem zespołu.
Jest od kilku lat tatą: ma córkę imieniem Luna.

## Dyskografia

### Albumy studyjne
- Truth? (1997) CROSS/Polydor
- Parallel Side of Soundtrack (2001) EAST WEST JAPAN INC/WARNER MUSIC GROUP
- H・ART・CHAOS ～垂直の夢～ (2001)
- Music from the Original Motion Picture Soundtrack (2002) EAST WEST JAPAN INC/WARNER MUSIC GROUP
- Silent Voice ～Acoustic Songs of Soundtrack～ (2002) EAST WEST JAPAN INC/WARNER MUSIC GROUP
- C:LEAR (2003)
- SPIRITUARISE (2007)
- COSMOSCAPE (2008)
- Tree of Life (2011)
- Flower of Life (2011)

### Single
- LUCIFER (1997) CROSS
- A PRAYER (1997) CROSS
- REPLICANT LUCIFER (1997) CROSS
- REPLICANT PRAYER (1997) CROSS
- REPLICANT TRUTH？ (1997) CROSS
- Rest in Peace & Fly Away (2002)
- SUPER LOVE (2002)
- Dear LIFE (2002)
- NO MORE MACHINE GUNS PLAY THE GUITAR (2003)
- MESSIAH (2009)(dystrybucja cyfrowa)
- TELL ME WHY YOU HIDE THE TRUTH? (2009)(dystrybucja cyfrowa)
- FATIMA (2010) (dystrybucja cyfrowa)
- DO-FUNK DANCE (2010) (dystrybucja cyfrowa)
- Prana (2010) (dystrybucja cyfrowa)
- NO MORE NUKES PLAY THE GUITAR (2011) (dystrybucja cyfrowa)
- The EDGE (2011) (dystrybucja cyfrowa)
- Miranda (2011) (dystrybucja cyfrowa)
- Neo Cosmoscape Remix by SYSTEM 7 (2011) (dystrybucja cyfrowa)
- ENOLA GAY (2011) (dystrybucja cyfrowa)
- PRAY FOR MOTHER EARTH (2011) (dystrybucja cyfrowa)

## Filmografia
- "We Are X" (2016, film dokumentalny, reżyseria: Stephen Kijak)[1]